# Foshay Tower
El Foshay Tower, conocido ahora como W Minneapolis - The Foshay, es un rascacielos situado en el 821 Marquette Avenue de Minneapolis, Minnesota. La construcción  del rascacielos finalizó en 1929; tiene 32 pisos y una altura de 185 metros. El rascacielos, que en 1978 se incluyó en el Registro Nacional de Lugares Históricos, es un ejemplo de arquitectura art decó.